# Ping An Insurance
Ping An Insurance (chinesisch 中国平安, Pinyin Zhōngguó Píng'an oder auch 平安保险) ist ein chinesisches Versicherungs- und Finanzdienstleistungs-unternehmen mit Sitz in Shenzhen. Die vollständige Firmenbezeichnung des Unternehmens ist Ping An Insurance (Group) Company of China, Ltd.
Mit einem Umsatz von 136,1 Mrd. US-Dollar und einem Gewinn von 11,8 Mrd. US-Dollar steht das Unternehmen laut Forbes Global 2000 auf Platz 29 der weltgrößten Unternehmen (Stand 2024) und gehört zu den größten Versicherungsunternehmen der Welt. Die Aktiengesellschaft kam im Mai 2025 auf eine Marktkapitalisierung von 115,2 Mrd. Euro und ist Bestandteil der drei wichtigsten chinesischen Aktienindizes Hang Seng Index, Shanghai Composite und CSI 300. Rund 20’000 IT-Entwickler bilden die Basis für das Wachstum des Unternehmens im Technologiebereich in unterschiedliche Richtungen.
Das Unternehmen bezog 2017 sein neues Hauptquartier im Pingan International Finance Center in Shenzhen, das mit einer Höhe von 599 Metern eines der höchsten Gebäude der Welt ist.

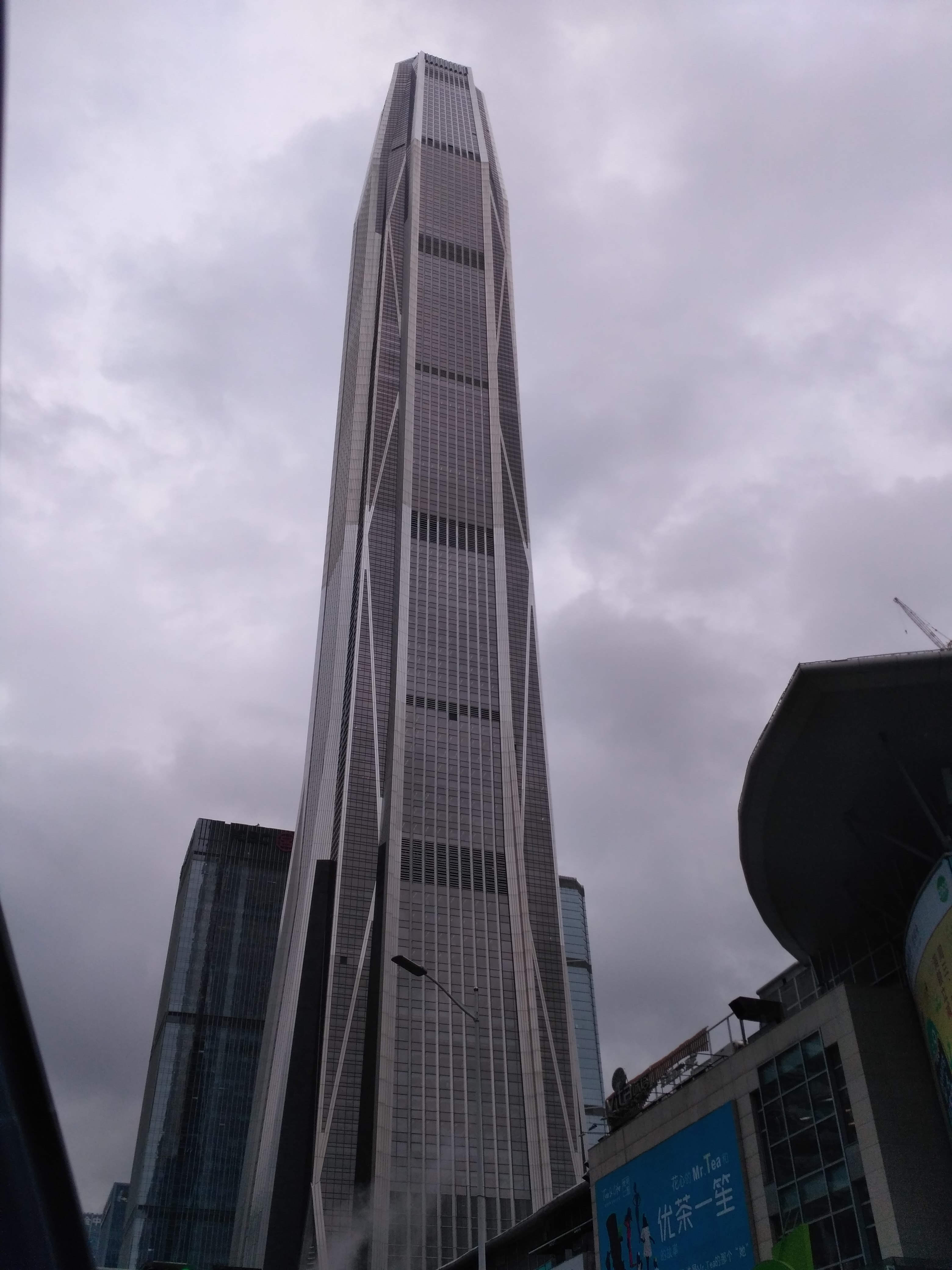
Das Ping An Finance Center im Futian District von Shenzhen

## Geschichte
Ping An Insurance wurde 1988 als Versicherungsunternehmen gegründet. Das Unternehmen ist auch im Finanzmarkt und als Investor tätig. Es hat landesweit Filialen in China und ist auch international tätig.
Ping An hat Anteil an der Fortis Investment Management erworben und 2010 die Shenzhen Development Bank übernommen, die jetzt Ping An Bank heißt. Beides waren verlustreiche Geschäfte. Im Jahr 2008 wurde die Tochterunternehmung Ping An Technology gegründet, die sich mit Künstlicher Intelligenz befasst.

## Geschäftsbereiche
Zur Unternehmensholding gehören unter anderem die Firmen Ping An Life Insurance Company of China, Ping An Property & Casuality Insurance Company of China, China Ping An Insurance Overseas (Holding) und Ping An Trust & Investment.
Ping An Healthcare and Technology ist in vier Bereichen des Gesundheitssektors tätig: Health Mall (physische Gesundheitsprodukte und -ausrüstung), Consumer Healthcare (Leistungen wie Diagnose, Tests, medizinische Kosmetik), Online Medical Services (Health 360, Private Doctor) und Health Management and Wellness Interaction (Werbung, Business-Kunden).
Ping An ist im Gesundheitssektor mit verschiedenen Plattformen sehr aktiv. Ping Ans Good Doctor ist mit rund 250 Millionen registrierten Nutzern die größte Telemedizin-Plattform der Welt. Diese beinhaltet die Möglichkeit zur Terminverbeinbarung mit Ärzten, Medikamentenversand, Vorsorge und Versicherungen. Die App hat mit Beginn der COVID-19-Pandemie in der Volksrepublik China einen exponentiellen Popularitätsgewinn verzeichnet. Gemeinwesen nutzen die Technologie, um Infektionsrisiken zu erkennen und entsprechende Entscheidungen zu treffen. Durch die Pandemie hat zudem die Akzeptanz von Online-Sprechstunden mit Ärzten rasant zugenommen.
Zu den Innovationen zählen eine Computersoftware namens Superfast Onsite Investigation System, die per Bild Unfallschäden bemessen kann. Außerdem eine Konsumkreditvergabe, die per Gesichtserkennung eine Person identifiziert und deren Risiko einschätzt.

## Aktionärsstruktur
Per Ende 2023 waren folgende Aktionäre veröffentlicht:
- Hong Kong Securities Clearing Company Nominees Limited: 38,26 % H-Aktie

- Shenzhen Investment Holdings Co., Ltd.: 5,29 % A-Aktie

- China Securities Finance Corporation Limited: 3,01 % A-Aktie
- Hong Kong Securities Clearing Company Limited: 2,67 % A-Aktie
- Central Huijin Asset Management Ltd.: 2,58 % A-Aktie
- Business Fortune Holdings Limited: 2,53 % H-Aktie
- Long-term Service Plan of Ping An Insurance (Group) Company of China. Ltd.: 1,93 % A-Aktie
- Shum Yip Group Limited: 1,42 % A-Aktie
- Dacheng Fund-Agricultural Bank of China - Dacheng Zhongzheng Financial Asset Management Plan: 1,11 % A-Aktie
- Huaxia Fund - Agricultural Bank of China - Huaxia Zhongzheng Financial Asset Management Plan: 1,10 % A-Aktie